# 君といた108日
『君といた108日』（原題:I Still Believe）は2020年に公開されたアメリカ合衆国の恋愛映画である。監督はアーウィン兄弟、主演はKJ・アパとブリット・ロバートソンが務めた。本作はIMAX方式で上映された初めての信仰をテーマとした長編映画でもある。なお、本作の原題はジェレミー・キャンプがメリッサの死後に発表した楽曲『I Still Believe』から取られている。

## 概略
牧師の父親の元で育ったジェレミー・キャンプは敬虔なキリスト教徒であった。大学卒業後、ジェレミーは教会を回る歌手として活動しており、その中でメリッサと出会った。2人はあっという間に恋に落ちたが、ほどなくして、メリッサの卵巣に腫瘍ができていることが判明した。2000年10月、ジェレミーはメリッサと結婚したが、新婚旅行の後、メリッサの腫瘍が末期の状態にあると告げられた。ジェレミーは最後の希望を託して神に祈り続けたが、2001年2月にメリッサは他界した。
最愛の人を失ったジェレミーは悲しみに打ちひしがれたが、そんな彼を支えたのが信仰であった。内なる神の声に導かれ、ジェレミーは再び歌手として活動するようになり、ヒット曲を次々と世に送り出していった。そして、後に2番目の妻となるエイドリアンと運命的な出会いを果たすのだった。

## キャスト
- KJ・アパ - ジェレミー・キャンプ
- ブリット・ロバートソン - メリッサ・リン・ヘニング＝キャンプ
- ゲイリー・シニーズ - トム・キャンプ
- シャナイア・トゥエイン - テリー・キャンプ
- メリッサ・ロクスバーグ - ヘザー・ヘニング
- ネイサン・パーソンズ - ジャン＝リュック
- アビゲイル・コーウェン - エイドリアン・キャンプ

## 製作
2019年4月4日、KJ・アパとゲイリー・シニーズが本作に出演することになったと報じられた。5月13日、ブリット・ロバートソン、シャナイア・トゥエイン、ネイサン・パーソンズ、メリッサ・ロクスバーグがキャスト入りした。10月30日、マーシーミーのバート・ミラードが本作の製作総指揮を務めるとの報道があった。
ジェレミー・キャンプは本作の製作に積極的に関与しており、アパの役作りにも協力を惜しまなかったという。また、アンドリュー・アーウィンは「アパとロバートソンを主演に起用したことで、キリスト教の信者ではない人にも、本作に関心を持ってもらえる可能性が高くなった」という趣旨のことを述べている。

### 撮影・音楽
2019年5月、本作の主要撮影がアラバマ州のモービルで始まった。なお、アパは歌唱シーンを吹き替えなしでこなした。
2020年1月13日、ジョン・デブニーが本作で使用される楽曲を手掛けることになったと報じられた。3月6日、キャピトル・レコードが本作のサウンドトラックを発売した。

## 公開・マーケティング
2019年8月22日、本作のオフィシャル・トレイラーが公開された。10月、本作のプロモーション活動の一環として、キャンプがマーシーミーの冬季・春季ツアーにスペシャルゲストとして参加するとの発表があった。2020年1月14日、本作のオフィシャル・トレイラー第2弾が公開された。2月22日、キャンプが自叙伝『I Still Believe: A Memoir』を上梓した。3月7日、本作はアークライト・ハリウッドでプレミア上映された。

## 興行収入
本作は『ザ・ハント』及び『ブラッドショット』と同じ週に封切られ、公開初週末に1000万ドル前後を稼ぎ出すと予想されていたが、その予想は的中した。2020年3月13日、本作は全米2861館で公開され、公開初週末に917万ドルを稼ぎ出し、週末興行収入ランキング初登場2位となった。

## 評価
本作に対する批評家の評価は平凡なものに留まっている。映画批評集積サイトのRotten Tomatoesには47件のレビューがあり、批評家支持率は51%、平均点は10点満点で5.6点となっている。サイト側による批評家の見解の要約は「『君といた108日』が善なる意図に基づいて製作されていることは疑いを得ない。しかし、その実話に基づくストーリーは神を讃える方向へ流れていくことが容易に予想できるものであり、それによって作品の良さが相殺されている。」となっている。また、Metacriticには12件のレビューがあり、加重平均値は41/100となっている。なお、本作のCinemaScoreはAとなっている。